# ریچل بلوم
ریچل بلوم (انگلیسی: Rachel Bloom؛ زادهٔ ۳ آوریل ۱۹۸۷) هنرپیشه و فیلم‌نامه‌نویس اهل ایالات متحده آمریکا است. از فیلم‌هایی که وی در آن نقش داشته‌است، می‌توان به آشنایی با مادر و جای تو یا جای من اشاره کرد.